# 櫻桃小丸子 (台灣電視劇)
《櫻桃小丸子》（英語：Maruko TV Drama），2017年中國電視公司偶像劇，改編自櫻桃子原作漫畫《櫻桃小丸子》，林芯蕾、汪東城、魏蔓、林佑威、茵芙、顧寶明、譚艾珍領銜主演，演員由櫻桃子選定。2016年2月16日開拍，同年2月29日在中國電視大廈舉行開鏡記者會，同年3月23日舉行殺青酒會。2017年2月22日爱奇艺首播，每周一至周五20:00各更新一集。3月2日dimsum馬來西亞首播，每周一至周五20:00更新一集。3月13日中視主頻每週一至週五18:00首播。7月25日香港無綫電視翡翠台每週一至週五10:00首播，粵語版主要角色的配音與動畫版基本一樣。

## 播出時間
| 媒体        | 地区     | 播出日期                   | 首播時間                     |
| ----------- | -------- | -------------------------- | ---------------------------- |
| 爱奇艺      | 中国大陆 | 2017年2月22日              | 每週一至週五 20:08 更新一集  |
| dimsum      | 马来西亚 | 2017年3月2日               | 每週一至週五 20:00 更新一集  |
| 中視主頻    | 臺灣     | 2017年3月13日              | 每週一至週五 17:58 - 18:28   |
| winHD綜合台 | 臺灣     | 2017年3月20日              | 每週一至週五 21:00 - 22:00   |
| MOMO親子台  | 臺灣     | 2017年5月1日 （至5月24日） | 每週一至週五21:30- 22:00     |
| MOMO親子台  | 臺灣     | 2017年5月25日              | 每週一至週五17:00- 17:30     |
| 翡翠台      | 香港     | 2017年7月25日              | 每週一至週五 10:00 - 10:30   |
| 翡翠台      | 香港     | 2020年2月1日               | 每週六 11:15 - 11:45（重播） |
| 翡翠台      | 香港     | 2020年9月26日              | 每週六 11:15 - 11:50（重播） |

## 演員列表

### 小丸子一家
| 演員   | 角色          | 關係/介紹 | 國語配音 | 粵語配音 |
| 林芯蕾 | 小丸子 櫻桃子 | （5月8日出生、A型、金牛座），小丸子（或）（因為她身形細小）。 在學校擔任小動物值日生；個性喜歡無理取鬧、幼稚任性、愛和姐姐爭吵、平時愛看《Ribbon》漫畫和搞笑劇，但不愛運動、耍笨耍寶不收拾房間、對功課臨时抱佛腳，愛佔便宜、貪錢、貪新鮮並粗心大意，是個擁有不少小缺點的女孩。平常最喜愛和小玉玩遊戲，遇到想學的事就半途而廢，另外帶給家人不少麻煩，性格兼且倔強，不聽別人勸告。不過她一直為當漫畫家的夢想而堅持、也曾在班上仗義執言、愛護小動物、有偵探頭腦、樂觀的小女孩、有愛心 。偶像是山口百惠與山本琳達。在學校，除好友小玉及年子稱呼她為小丸子外，所有同學均稱呼她為桃子同學，以及老師稱呼她為櫻同學。 | 陳曉月   | 鄭麗麗   |
| 魏蔓   | 姐姐 櫻早紀子 | （3月21日出生、A型、白羊座） 與小丸子讀同一所小學的6年級。和小丸子的性格完全相反，較冷靜成熟，但遇著郊遊旅行和喜愛的明星時，就會手舞足蹈，遇上大減價時更會與媽媽陷入瘋狂。愛編織，很討厭運動。和小丸子常常吵架，但在小丸子遇到困難或危險時也會立刻挺身而出，最初的偶像是錦野明，後來喜歡西城秀樹。 | 陳貞伃   | 劉惠雲   |
| 茵芙   | 媽媽 小林菫   | （5月25日出生、A型、雙子座） 是一位典型的家庭主婦。與阿宏結婚；生性節儉，遇上大減價時會與姐姐陷入瘋狂，與奶奶一樣愛儲起無用的雜物。廚藝了得,而且家中的大小事務也能做得妥妥當當，對於縫紉刺繡相當拿手。時常為小丸子的事而煩惱，也是小丸子的傾訴對象。最喜歡爸爸的口哨聲。喜歡的花是鬱金香。 | 傅其慧   | 沈小蘭   |
| 林佑威 | 爸爸 櫻宏志   | （6月20日出生、A型、雙子座） 性格散漫、喜愛喝酒、嗜好釣魚、看棒球比賽，有香港腳、喜歡取笑小丸子，不過內心裡愛護小丸子，也是一個很容易滿足的男人。因在清水市出生、長大，所以認識很多人。年輕時的他和現在相差很遠，愛吹口哨。 | 陳煌典   | 招世亮   |
| 顧寶明 | 爺爺 櫻友藏   | 76歲（10月3日出生、O型、天秤座） 溺愛小丸子，對她事事認同，所以常被小丸子利用。愛戴著草帽，拖著烏龜散步。喜歡吃軟軟的東西，不喜歡吃柿子餅。有點老人痴呆（記性不好），但有時又會為想一件事想很久，口袋裡戴上寫著地址的卡片。經常與奶奶參加老人活動，並買些奇怪的手信回家，還喜歡作奇怪的「友藏心之俳句」，其實毛筆字和水墨畫都還不錯。有一位不常拜訪的但常畏畏縮縮的同儕朋友中野先生，每次拜訪的舉動也令小丸子一家人留下深刻印象。 | 祥大     | 盧國權   |
| 譚艾珍 | 奶奶 櫻小竹   | （4月4日出生、A型、白羊座) 生性節儉，內斂穩重，同時也是個慈祥的奶奶。對從前的習俗了解很多，與媽媽一樣愛儲起無用的雜物。時常和爺爺一起參加老人活動。最喜歡爺爺的老實。口頭禪是說什麼也可以補身，和「我也活不了多久，最多再活三、五年」，不過常常都老當益壯。平常雖然不多話，但有時亦會語出驚人，一語道破盲點，時常展現出意想不到的決斷及能幹之處。喜歡的花是君影草（鈴蘭）。年輕的時候是個大美人，被認為是村裡最美麗的女子，還擁有「清水西施」的稱呼。 | 錢欣郁   | 林丹鳳   |

### 三年四班
| 演員     | 角色     | 關係/介紹 | 國語配音 | 粵語配音 |
| 陳德修   | 戶川老師 | 小丸子的班導 | 陳煌典   | 潘文柏   |
| 李礎業   | 丸尾末男 | 班長，口頭禪:總而言之...，總是很喜歡雞婆的提醒同學一些事情，但有時很容易出餿主意。 | 謝一帆   | 馮錦堂   |
| 汪東城   | 花輪和彥 | 有錢家庭中的闊少爺，美環愛慕的對象，父母都在國外工作，所以花輪的生活會交由管家「秀大叔」（西城秀治）處理。與小丸子同為小動物值日生。追求高尚的生活，放假時常坐飛機周遊列國，極受同儕羨慕；對朋友很大方，也愛打扮，成績也很好，全部科目都有5分。常撥弄自己的頭髮，雖然有時會有點自大，不過心地善良。還會說英、法語，口頭禪是「Hey！Baby」，尤其對小丸子常說，談吐中常會挾有英文。到唯一的煩惱是寫字不好看。常常幫助小丸子並答應小丸子無理的要求,亦常主動邀請小丸子到自己家或其他地方遊玩,因此極多網友認為可從影片中看出花輪對小丸子一往情深。 | 汪東城   | 梁偉德   |
| 曾允柔   | 穗波玉   | 小丸子的好友 | 李涵菲   | 林元春   |
| 大飛     | 濱崎憲孝 | 喜歡觀察獨角仙，和豬太郎是死黨 | 胡鎮璽   | 張裕東   |
| 松岡李那 | 野口笑子 | 生日在2月29日，有時會發出神秘的顆顆顆(氣音)的笑聲，讓人摸不著頭緒的小女孩 | 李涵菲   | 陸惠玲   |
| 曾昱嘉   | 富田太郎 | 台譯豬太郎，喜歡的食物是豬排，說話時喜歡夾帶噗這個字。 | 謝一帆   | 張方正   |
| 劉紀範   | 美環花子 | 花癡著帥哥花輪，總幻想自己與花輪是情侶，但很顯然花輪不這麼認為，只要有人想找花輪一組，都會被她拒絕並占有花輪。 | 李涵菲   | 凌晞     |
| 楊昇達   | 藤木茂   | 有著驚人烏鴉嘴，文靜内向，且膽小，與永澤是好友，但心地善良 | 胡鎮璽   | 陳灝瑋   |
| 楊銘威   | 永澤君男 | 頂著一顆洋蔥頭的男孩，嘴賤但心地不壞，喜歡挖苦好友藤木。 | 祥大     | 陳耀楠   |
| 劉國劭   | 小杉太   | 心善愛吃的胖男孩 | 賈文安   | 巫哲棋   |
| 黃得峯   | 山田笑太 | 班裡的傻男生，總會在教室跑來跑去，但有時會讓人感覺笑點低到有些白目。 | 賈文安   | 鄧港文   |
| 王友良   | 大野健一 | 愛踢足球，長相帥氣的陽光男孩，膽子較其它男生來的大。 | 賈文安   | 曹啟謙   |
| 黃宏軒   | 杉山聰   | | 任鋌廣   |          |
| 李湘橙   | 平岡秀章 | | 胡鎮璽   |          |
| 程雅晨   | 土橋年子 | | 陳貞伃   |          |
| 焦凡凡   | 城崎姬子 | | 傅其慧   |          |
| 徐瑋吟   | 竹山和子 | | 錢欣郁   |          |
| 葉靜涵   | 學生群   | |          |          |
| 梁舒涵   | 學生群   | |          |          |
| 元淳悅   | 學生群   | |          |          |
| 古紀穎   | 學生群   | |          |          |
| 王喬尹   | 學生群   | |          |          |
| 徐雅玟   | 學生群   | |          |          |
| 龍三     | 學生群   | |          |          |
| 張光杰   | 學生群   | |          |          |
| 詹宛儒   | 學生群   | |          |          |
| 游燕君   | 學生群   | |          |          |
| 洪嘉彣   | 學生群   | |          |          |
| 簡孝諺   | 學生群   | |          |          |

### 其他人物
| 演員   | 角色                | 關係/介紹                                            | 國語配音 | 粵語配音 |
| 陳志強 | 穗波真太郎          | 小玉爸                                               | 任鋋廣   | 陳卓智   |
| 林利霏 | 花輪媽              |                                                      | 李涵菲   | 曾秀清   |
| 洪章世 | 秀大叔 （西城秀治） | 花輪家的管家                                         | 夏治世   | 陳欣     |
| 吳沛寧 | 良子                | 幸子的好友                                           | 錢欣郁   | 羅孔柔   |
| 陳莘太 | 學生                | 隔壁班同學(第11集「小丸子要當班長」丸尾的唯一支持者) |          |          |

## 製作團隊
- 總監製：吳依蓮、劉傳弘、何曉輝
- 監製：梁漢輝
- 導演：張欽
- 製作人：徐志怡、原培德
- 顧問/策劃：王友良
- 執行製片人：吳璨琦、林書弘
- 編劇統籌：吳維君
- 編劇：白野幸英、連凱鴻、吳瑾蓉、馮琪鈞
- 製作公司：東映製作
- 後期導演：陳維琳

## 電視劇歌曲
| 曲別   | 歌名         | 演唱者 | 作詞   | 作曲           |
| 主題曲 | 不想長大     | 林芯蕾 | 林佩蓉 | 織田哲郎       |
| 片尾曲 | 與你Let's Go | 汪東城 | 櫻桃子 | 黃千庭、李礎業 |

## 收視率

### 中視每日首播收視率
| 播出日期      | 集數 | 標題                            | 平均收視 | 排名 | 備註 |
| ------------- | ---- | ------------------------------- | -------- | ---- | ---- |
| 2017年3月13日 | 1    | 二十分鐘的幸福                  | 0.27     |      |      |
| 2017年3月14日 | 2    | 小丸子忘記帶東西                |          |      |      |
| 2017年3月15日 | 3    | 小丸子感冒了                    |          |      |      |
| 2017年3月16日 | 4    | 小心誘拐兒童的人                |          |      |      |
| 2017年3月17日 | 5    | 試膽大會（上）                  |          |      |      |
| 2017年3月20日 | 6    | 試膽大會（下）                  | 0.27     |      |      |
| 2017年3月21日 | 7    | 媽媽我愛你之回家功課            |          |      |      |
| 2017年3月22日 | 8    | 最美好的一天                    | 0.23     |      |      |
| 2017年3月23日 | 9    | 姐姐不理小丸子（上）            |          |      |      |
| 2017年3月24日 | 10   | 姐姐不理小丸子（下）            | 0.30     |      |      |
| 2017年3月27日 | 11   | 小丸子要當班長                  | 0.29     |      |      |
| 2017年3月28日 | 12   | 學騎自行車                      |          |      |      |
| 2017年3月29日 | 13   | 家長觀摩日                      |          |      |      |
| 2017年3月30日 | 14   | 小丸子學英語會話                |          |      |      |
| 2017年3月31日 | 15   | 恐怖的靈異照片                  |          |      |      |
| 2017年4月3日  | 16   | 花輪大宅曝光了                  | 0.25     |      |      |
| 2017年4月4日  | 17   | 屬於自己的房間                  |          |      |      |
| 2017年4月5日  | 18   | 我們來寫交換日記                |          |      |      |
| 2017年4月6日  | 19   | 家庭訪問                        |          |      |      |
| 2017年4月7日  | 20   | 藤木借小衫30元                  | 0.35     |      |      |
| 2017年4月10日 | 21   | 爸爸媽媽要離婚                  | 0.30     |      |      |
| 2017年4月11日 | 22   | 不幸的連鎖信                    |          |      |      |
| 2017年4月12日 | 23   | 小丸子與姐姐吵架了              |          |      |      |
| 2017年4月13日 | 24   | 獅子雕像                        |          |      |      |
| 2017年4月14日 | 25   | 小丸子無論如何 想要小紅馬溜溜車 | 0.40     |      |      |
| 2017年4月17日 | 26   | 審視自己                        | 0.29     |      |      |
| 2017年4月18日 | 27   | 拿到獎狀                        |          |      |      |
| 2017年4月19日 | 28   | 一輩子的好朋友                  | 0.27     |      |      |
| 2017年4月20日 | 29   | 學習二十四孝的小丸子            |          |      |      |
| 2017年4月21日 | 30   | 友情筆記本                      | 0.45     |      |      |
| 平均收視率    |      |                                 |          |      |      |

- 由AC尼尔森調查，調查範圍是四歲以上收看電視之觀眾。
- 資料來源：凱絡媒體週報 （页面存档备份，存于）。

## 外部連結
- 櫻桃小丸子真人版電視劇的Facebook專頁
- （繁體中文）櫻桃小丸子真人版電視劇爱奇艺 （页面存档备份，存于）
- 时光网上《樱桃小丸子（真人版）》的資料（简体中文）
- 豆瓣电影上《櫻桃小丸子 台灣真人版》的資料 （简体中文）
- （繁體中文）櫻桃小丸子真人版電視劇香港無綫電視 （页面存档备份，存于）